# Деніел Жое
Деніел Жое (нар. 29 травня 1990) — папуаський футболіст, захисник клубу «Маріст Файр» та збірної Папуа Нової Гвінеї.

## Клубна кар'єра
Деніел розпочав свою кар'єру в клубі «Хекарі Юнайтед». У складі клубу дебютував у найвищому футбольному дивізіоні чемпіонату Папуа Нової Гвінеї у 2011 році. В 2012 році разом з «Хекарі Юнайтед» став переможцем національного чемпіонату. Зараз виступає у складі клубу Телеком С-Ліги «Маріст Файр».

## Кар'єра в збірній
За молодіжну збірну країни U-23 зіграв 4 поєдинки. У дорослій збірній Папуа Нової Гвінеї Жое дебютував 2 червня 2012 поразкою з рахунком 0:1 від Соломонових Островів на Кубку Націй Океанії 2012, який також був частиною кваліфікації до Чемпіонату світу 2014. Загалом, з 2012 року, у футболці головної футбольної команди країни провів 10 поєдинків.

## Титули і досягнення
- Срібний призер Кубка націй ОФК: 2016